# Антоновка (Окнянский район)
Анто́новка (укр. Антонівка) — село, относится к Окнянскому району Одесской области Украины.
Население по переписи 2001 года составляло 809 человек. Почтовый индекс — 67941. Телефонный код — 4861. Занимает площадь 2,06 км². Код КОАТУУ — 5123180401.

## Местный совет
67941, Одесская обл., Окнянский р-н, с. Антоновка